# Gortyna umbra
Gortyna umbra är en fjärilsart som beskrevs av Bytinsky-salz 1937. Gortyna umbra ingår i släktet Gortyna och familjen nattflyn. Inga underarter finns listade i Catalogue of Life.